# Liza Bonne
Pour les articles homonymes, voir Bonne.
Liza Bonne, née le 14 octobre 1994, est une joueuse mauricienne de volley-ball et de beach-volley.

## Carrière

### Volley-ball
Liza Bonne est double championne de Maurice de volley-ball avec le Quatre-Bornes VBC, avec lequel elle remporte également la Coupe des clubs de la Zone 7 africaine en 2017 et 2018.

### Beach-volley
Elle est médaillée d'argent aux Championnats d'Afrique de beach-volley 2019 à Abuja avec Nathalie Létendrie. Elle est ensuite sélectionnée pour disputer les Jeux des îles de l'océan Indien 2019 à Maurice ; elle remporte avec Létendrie la médaille d'argent.